# Neoscona moreli
Neoscona moreli là một loài nhện trong họ Araneidae.
Loài này thuộc chi Neoscona. Neoscona moreli được miêu tả năm 1863 bởi Vinson.